# Like It Is
Like It Is – brytyjski dramat filmowy w reżyserii Paula Oremlanda z 1998 roku.

## Zarys fabuły
Główny bohater, bokser-gej, zmaga się ze swoją seksualnością − bardzo kłopotliwą w środowisku pięściarskim.